# Eretmapodites brenguesi
Eretmapodites brenguesi är en tvåvingeart som beskrevs av Rickenbach och Lombrici 1975. Eretmapodites brenguesi ingår i släktet Eretmapodites och familjen stickmyggor.
Artens utbredningsområde är Kamerun. Inga underarter finns listade i Catalogue of Life.